# 강원특별자치도횡성교육지원청
강원특별자치도횡성교육지원청(江原特別自治道橫城敎育支援廳, Hoengseong Office of Education)은 대한민국 강원특별자치도 횡성군을 관할하는 강원특별자치도교육청 산하의 교육지원청이다.
교육장은 장학관으로 보한다.

## 산하기관

### 초등학교
| - 갑천초등학교 - 금성분교 - 강림초등학교 - 부곡분교 - 공근초등학교 - 광덕분교 | - 둔내초등학교 - 덕성분교 - 서원초등학교 - 성남초등학교 - 성북초등학교 - 수백초등학교 | - 안흥초등학교 - 덕천분교 - 우천초등학교 - 유현초등학교 - 정금초등학교 - 창림초등학교 | - 청일초등학교 - 신대분교 - 춘당초등학교 - 횡성초등학교 - 당평분교 |

### 중학교
| - 갑천중학교 - 강림중학교 - 공근중학교 | - 대동여자중학교 - 둔내중학교 - 서원중학교 | - 안흥중학교 - 우천중학교 | - 청일중학교 - 횡성중학교 |

## 같이 보기
- 대한민국 교육부